# Noblesville
Noblesville é uma cidade localizada no estado americano de Indiana, no Condado de Hamilton.

## Demografia
Segundo o censo americano de 2020, a sua população era de 69604 habitantes.

## Geografia
De acordo com o United States Census Bureau tem uma área de
49,4 km², dos quais 46,4 km² cobertos por terra e 3,0 km² cobertos por água. Noblesville localiza-se a aproximadamente 254 m acima do nível do mar.

## Localidades na vizinhança
O diagrama seguinte representa as localidades num raio de 16 km ao redor de Noblesville.